# Run (canção de Snow Patrol)
"Run" é uma canção da banda de rock alternativo Snow Patrol, lançado como segundo single de seu terceiro álbum de estúdio Final Straw em 26 de fevereiro de 2004. Ele trouxe à banda o seu primeiro gosto do sucesso, alcançando a posição de número #5 nas paradas do Reino Unido. A canção também tem sido covers de artistas, como Tre Lux e Leona Lewis.

## Aparições em outras mídias
- A canção original de Snow Patrol apareceu no álbum Top Gear: The Ultimate Driving Experience, como na coletânea Acoustic 05;
- É apresentado no filme The Chumscrubber;
- No décimo episódio da segunda temporada de Rescue Me;
- Trailer do filme The Guardian (2006);
- Um episódio de Doctor Who Confidential;
- Um episódio da série Cold Case;
- No episódio piloto da série de 2006 da CBS, Jericho;
- Um episódio da série Life as We Know It;
- Em uma adaptação da BBC em Wide Sargasso Sea;
- Canção de encerramento de uma temporada da série One Tree Hill;
- Usada nos trailers para a minissérie da HBO, Empire Falls;
- Apareceu no Hear the Year 05, uma compilação de Josten lançado no anuário da empresa, contendo o que eles diziam quais as canções do ano;
- É ouvida durante as cenas finais da série britânica Mad Dogs;
- Usada no trailer do filme Charlie St. Cloud;

## Lista de faixas
Limitado a apenas 500 estampas.
| - 10" Lado A: "Run" (Jackknife Lee Remix) – 7:27 Lado B: "Run" (Freelance Hellraiser Remix) – 3:59 Os dois formatos abaixo foram lançados mais tarde, em 26 de fevereiro de 2004. - CD 1. "Run" (Video) 2. "Post Punk Progression" – 3:23 3. "Spitting Games" (2001 Country Version) – 4:18 | - 7" Lado A: "Run" – 5:55 Lado B: "Post Punk Progression" – 3:23 - Download digital 1. "Run" (Live From Edinburgh) – 6:01 - Promoção em CD no Reino Unido 1. "Run" (Radio Edit) – 4:18 - Promoção em CD nos Estados Unidos 1. "Run" (Radio Edit) – 4:18 2. "Run" (Album Version) – 5:55 |

## Elogios
| Publicação  | País          | Elogio        | Ano  | Posição |
| ----------- | ------------- | ------------- | ---- | ------- |
| The Rock FM | Nova Zelândia | The Rock 1000 | 2009 | 874     |

## Paradas e posições
A canção reentrou no UK Singles Chart em 2008, após à performance de Leona Lewis no The X-Factor.
| País/Parada (2004–2010)                      | Melhor posição |
| -------------------------------------------- | -------------- |
| Austrália (ARIA Charts)                      | 76             |
| Bélgica (Ultratop 50 Flanders)               | 8              |
| Bélgica (Ultratop 40 Valônia)                | 6              |
| Estados Unidos (Billboard Alternative Songs) | 15             |
| Irlanda (IRMA)                               | 25             |
| Países Baixos (MegaCharts)                   | 71             |
| Países Baixos (Dutch Top 40)                 | 22             |
| Reino Unido (UK Singles Chart)               | 5              |

| Parada           | Ano  | Melhor posição |
| ---------------- | ---- | -------------- |
| UK Singles Chart | 2007 | 147            |
| UK Singles Chart | 2008 | 28             |
| UK Singles Chart | 2009 | 63             |

## Versão de Leona Lewis
A canção foi inicialmente cantada por Leona Lewis para a BBC Radio 1 ao vivo no estúdio da rádio no dia 31 de Outubro de 2007. A apresentadora do programa, Jo Whiley, disse que as pessoas choraram. Ela referiu-se à canção como a versão cover mais famosa do seu programa. No dia seguinte da aparição da versão de Leona no Live Lounge, a canção foi pedida maos de 8,000 vezes nos primeiros dois minutos do programa The Chris Moyles Show. Como resultado, sua versão foi adicionada à lista A da Radio 1.
Devido à popularidade, Leona gravou a versão de estúdio para o relançamento de seu álbum Spirit. A canção tornou-se disponível na Irlanda no dia 17 de Novembro de 2008 e no Reino Unido no dia 30 de Novembro de 2008.
Em 15 de Novembro, Lewis cantou a versão ao vivo no programa The X Factor.

### Videoclipe
O clipe para a canção foi filmado na África do Sul e dirigido por Jake Nava. A estréia ocorreu no dia 25 de Novembro de 2008 no Blog de Perez Hilton.

### Faixas do Single
CD Single Britânico
1. "Run" (Single Mix)
2. "Nowhere Left To Go" (Feat. Cassidy)"
3. "Bleeding Love (Jason Nevins Extended Mix)"
4. "Run" (Vídeo)

- CD single Alemão[17]

1. "Run" (Single Mix)
2. "Run" (Vídeo Editado)

### Desempenho nas paradas
A canção, logo na estréia, alcançou a primeira posição no Reino Unido e na Irlanda.

### Posições
| Paradas (2008/2009)              | Melhor posição |
| -------------------------------- | -------------- |
| Alemanha - Top 100               | 18             |
| Austrália - Parada de Singles    | 78             |
| Áustria - Parada de Singles      | 20             |
| Canadá - Hot 100                 | 13             |
| Estados Unidos Billboard Hot 100 | 81             |
| Billboard Euro Digital Songs     | 1              |
| Irlanda - Parada de Singles      | 1(4x)          |
| Reino Unido - Parada de Singles  | 1(2x)          |
| Suíça - Parada de Singles        | 3              |
| Portugal - Top 50 Nacional       | 16             |

### Desempenho - United World Chart
| 1 | 19 | 131.000 | 131.000 |
| 2 | 20 | 117.000 | 248.000 |
| 3 | 19 | 134.000 | 382.000 |
| 4 | 27 | 119.000 | 502.000 |

### Histórico de Lançamento
| Região         | Data                   | Gravadora | Formato                     |
| -------------- | ---------------------- | --------- | --------------------------- |
| Irlanda        | 14 de Novembro de 2008 | Sony BMG  | Download Digital            |
| Reino Unido    | 30 de Novembro de 2008 | Syco      | Download Digital            |
| Alemanha       | 12 de Dezembro de 2008 | Sony BMG  | CD Single, Download Digital |
| Estados Unidos | 16 de Dezembro de 2008 | J Records | Download Digital            |
| Canadá         | 16 de Dezembro de 2008 | J Records | Download Digital            |